# Lista över tidigare församlingar i den evangelisk-lutherska kyrkan i Finland
Denna lista över tidigare församlingar i den evangelisk-lutherska kyrkan i Finland innehåller de församlingar som upphört efter att socknarna delades i kommun och församling 1865. De nuvarande församlingarna finns i listan Lista över församlingar i den evangelisk-lutherska kyrkan i Finland.
Listan har motsvarande finska lista som utgångsläge.
Här kan saknas ändringar som skett i slutet av 1900-talet eller sådana bruks- eller hospitalsförsamlingar som inte hade egna kyrkböcker. Alla namnändringar som skett vid kommunsamgångar har inte heller beaktats
Specifikt för denna svenska förteckning
Det finns ingen officiell svensk namnförteckning över församlingarna i hela landet. När församlingar bildas fastställer Kyrkostyrelsen namnet. Tyvärr sker inte detta konsekvent på båda nationalspråken. Enspråkigt finska församlingar har inte getts ett svenskt namn medan enspråkigt svenska församlingar och till och med språkligt uppdelade svenska församlingar och församlingarna på Åland har getts namn på finska. Detta trots att Ålands språkstatus alltid är svensk och för orter där det finns språkligt uppdelade svenska församlingar. I dessa fall kan till och med den svenska församlingen fått ett finskt namn medan motsvarande finska församling inte fått ett svenskt namn. Eftersom nationalspråken i Finland skall behandlas likvärdigt skulle det vara i enlighet med landets lagstiftning att Kyrkostyrelsen alltid fastställde namn på finska och svenska för enspråkiga församlingar med undantag av Åland och de språkligt uppdelade församlingarna, som enbart har namn på sitt administrativa språk.
Enligt gällande lagstiftning i den lutherska kyrkan kan en församling vara en-, tvåspråkig eller språkligt uppdelad. Tvåspråkiga församlingar kan ha finsk majoritet eller svensk majoritet.
I en enspråkig församling skall den som har finska eller svenska som modersmål trots att församlingen har ett annat språk, kunna få kyrkliga handlingar på sitt eget modersmål. Detta innebär att hen också skall kunna använda församlingens namn på sitt eget modersmål. Därför görs denna namnförteckning enligt följande principer:
För en enspråkig församling anges namnet enligt Institutet för de inhemska språkens förteckning över de svenska ortnamnen i Finland. Undantag görs för domkyrkoförsamlingarna och församlingar som av tradition haft ett vedertaget namn på svenska också i de fall att motsvarande svenska namn för orten eller kommunen, i dagens läge anses vara föråldrat. Det vedertagna svenska namnet kan t.ex. bero på att den medeltida socknen har haft ett namn på svenska.
För språkligt uppdelade församlingar anges församlingens namn på församlingens språk.
| Församling                                             | Upphörde I regel upphörde den gamla församlingen den 31.12. och den nya inleddes 1.1 | Anslöts till/Nytt namn | Notiser |
| ------------------------------------------------------ | ------------------------------------------------------------------------------------ | --- | --- |
| Agricolan seurakunta                                   | 1999                                                                                 | Helsingfors domkyrkoförsamling | OBS förväxla inte med de Agricola församlingar som finns i Lovisa |
| Aitolax församling                                     | 2014                                                                                 | Messuby församling | |
| Alahärmä församling                                    | 2009                                                                                 | Kauhava församling | Samgång också av församlingarna när kommunerna slogs ihop |
| Alastaro församling                                    | 2009                                                                                 | Loimaa församling | Samgång också av församlingarna när kommunerna slogs ihop |
| Askola församling                                      | 2025                                                                                 | Askola-Pukkila församling | Församlingssammanläggning och en ny gemensam församling bildades |
| Alppilan seurakunta                                    | 2011                                                                                 | Kallion seurakunta | Fanns i Helsingfors |
| Angelniemi församling                                  | 1967                                                                                 | Halikko församling | Samgång också av församlingarna när kommunerna slogs ihop |
| Anjala församling                                      | 1999                                                                                 | Anjalankoski församling | |
| Anttola församling                                     | 2013                                                                                 | S:t Michels domkyrkoförsamling | |
| Artsjö församling                                      | 2011                                                                                 | Orimattila församling | Samgång också av församlingarna när kommunerna slogs ihop |
| Aspö församling                                        | 1967                                                                                 | Kotkan församling | Församlingssamgången förverkligades sju år före kommunsamgång |
| Askais församling                                      | 1957                                                                                 | Lemu-Askais församling | Askais och Lemu fortsatte som självständiga kommuner fram till 2008 |
| Aura församling                                        | 2021                                                                                 | Lundo församling | |
| Bergö församling                                       | 2023                                                                                 | Malax församling | |
| S:t Bertils församling                                 | 2009                                                                                 | Salo församling | Samgång också av församlingarna när kommunerna slogs ihop |
| Bjärnå församling                                      | 2009                                                                                 | Salo församling | Samgång också av församlingarna när kommunerna slogs ihop |
| Bromarvs församling                                    | 2015                                                                                 | Ekenäsnejdens svenska församling och Raaseporin suomalainen seurakunta | Medelmmarna fördelas enligt språk |
| Brändö församling                                      | 2006                                                                                 | Ålands norra skärgårdsförsamling | Nytt namn Brändö-Kumlinge församling år 2010 |
| Bötoms församling                                      | 2023                                                                                 | Kauhajoki församling | Bötoms kommun fortsatte som självständig kommun |
| Centrala-Loima församling                              | 2005                                                                                 | Loima församling | Samgång också av församlingarna när kommunerna slogs ihop |
| Degerby församling                                     | 1950                                                                                 | Ingå församling | |
| Dragsfjärds församling                                 | 2009                                                                                 | Kemitoöns församling | Samgång också av församlingarna när kommunerna slogs ihop |
| Eckerö församling                                      | 2022                                                                                 | Eckerö-Hammarlands församling | |
| Enonkoski församling                                   | 2013                                                                                 | Nyslotts församling | Enonkoski kommun fortsatte som självständig kommun |
| Eräjärvi församling                                    | 1973                                                                                 | Orivesiförsamling | Samgång också av församlingarna när kommunerna slogs ihop |
| Ekenäs landsförsamling                                 | 1977                                                                                 | Ekenäs församling | Samgång också av församlingarna när kommunerna slogs ihop |
| Ekenäs församling                                      | 2015                                                                                 | Ekenäsnejdens svenska församling och Raaseporin suomalainen församling | Medlemmarna delades på språklig grund |
| Esse församling                                        | 2020                                                                                 | Ny församling Pedersöre församling | |
| Esbo församling                                        | 1950                                                                                 | Espoon suomalainen församling och Esbo svenska församling | Esbo församling delad på språklig grund |
| Espoon suomalainen seurakunta                          | 1964                                                                                 | Etelä-Espoon seurakunta, Kanta-Espoon seurakunta och Leppävaaran seurakunta | Delades i tre församlingar (Tapiolan seurakunta utbröts år 1960) |
| Etelä-Espoon seurkaunta Södra Esbo församling          | 1975                                                                                 | Kivenlahden seurakunta och Olarin seurakunta Olars församling | Delades i två församlingar |
| Evijärvi församling                                    | 2023                                                                                 | Kauhava församling | Evijärvi kommun fortsatte som självständig kommun |
| Fagerviks bruksförsamling                              | 1870                                                                                 | Ingå församling | |
| Filppula församling                                    | 2009                                                                                 | Mänttä-Filppula församling | Samgång också av församlingarna när kommunerna slogs ihop |
| Finströms församling                                   | 1985Mall:Lähde                                                                       | Finström-Geta församling | |
| Finström-Geta församling                               | 2022                                                                                 | Norra Ålands församling | |
| Finby församling                                       | 2009                                                                                 | Salo församling | Samgång också av församlingarna när kommunerna slogs ihop |
| Forsby bruksförsamling                                 | 1867                                                                                 | Bjärnå församling | |
| Frantsila församling                                   | 2008                                                                                 | Siikalatva församling | Församlingarna gick samman ett år före kommunerna |
| Fredrikshamns-Veckelax församling                      | 2011                                                                                 | Fredrikshamns församling | |
| Föglö församling                                       | 2006                                                                                 | Ålands södra skärgårdsförsamling | |
| Geta församling                                        | 1985Mall:Lähde                                                                       | Finströms-Geta församling | |
| Gustav Adolfs församling                               | 2019                                                                                 | Tainionvirta församling | Gustav Adolfs kommun fortsatte som självständig kommun |
| Hakavuoren seurakunta                                  | 2011                                                                                 | Haagan seurakunta | |
| Halikko församling                                     | 2009                                                                                 | Salo församling | Samgång också av församlingarna när kommunerna slogs ihop |
| Hammarlands församling                                 | 2022                                                                                 | Eckerö-Hammarlandw församling | |
| Hangö landsförsamling                                  | 1919                                                                                 | Hangö församling | |
| Hankasalmi församling                                  | 2025                                                                                 | Jyväskylä församling | Hankasalmi anslöts till Jyväskylä församling |
| Haukivuori församling                                  | 2013                                                                                 | S:t Michels domkyrkoförsamling | |
| Heinola Stadsförsamling                                | 2007                                                                                 | Heinola församling | |
| Heinola landsförsamling                                | 2007                                                                                 | Heinola församling | |
| Heinävesi församling                                   | 2022                                                                                 | Libelits församling eller Liperi församling | |
| Helsingfors svensk-finska församling                   | 1906                                                                                 | Helsingin eteläinen suomalainen församling, Helsingin pohjoinen suomalainen församling, Norra svenska församlingen, Södra svenska församlingen, Sörnäisten suomalainen församling och Sörnäs svenska församling | Delades i sex församlingar |
| Johanneksen seurakunta                                 | 1999                                                                                 | Helsingfors domkyrkoförsamling | |
| Helsingin pitäjän suomalainen seurakunta               | 1966                                                                                 | Korson seurakunta, Tikkurilan församling och Vantaankoskig seurakunta | Delades i tre församlingar |
| Helsingin pohjoinen suomalainen seurakunta             | 1946                                                                                 | Keski-Helsingin seurakunta och Töölön seurakunta | Delades i två församlingar |
| Hervanta församling                                    | 2014                                                                                 | Tammerfors södra församling | |
| Himango församling                                     | 2010                                                                                 | Kalajoki församling | Samgång också av församlingarna när kommunerna slogs ihop |
| Hinnerjoki församling                                  | 2007                                                                                 | Eura församling | |
| Hitis församling                                       | 2009                                                                                 | Kemitoöns församling | Samgång också av församlingarna när kommunerna slogs ihop |
| Honkajoki församling                                   | 2019                                                                                 | Kankaanpää församling | Honkajoki kommun fortsatte som självständig kommun till 2020 |
| Honkilax församling                                    | 2007                                                                                 | Eura församling | |
| Houtskärs församling                                   | 2009                                                                                 | Väståbolands svenska församling | Samgång också av församlingarna när kommunerna slogs ihop |
| Humppila församling                                    | 2025                                                                                 | Jokilääni försmling | Humppila och Jocksi församlingar bildade en ny gemensam församling |
| Huopalahden seurakunta                                 | 2011                                                                                 | Haagan seurakunta | Fanns i Helsingfors |
| Hämeenkoski församling                                 | 2007                                                                                 | Hollola församling | Hämeenkoski kommun fortsatte som självständig kommun till 2015 |
| Härmälä församling                                     | 2014                                                                                 | Tammerfors södra församling | |
| Idensalmi stadsförsamling                              | 1970                                                                                 | Idensalmi församling | Samgång också av församlingarna när kommunerna slogs ihop |
| Idensalmi landsförsamling                              | 1970                                                                                 | Idensalmi församling | Samgång också av församlingarna när kommunerna slogs ihop |
| Iniö församling                                        | 2009                                                                                 | Väståbolands svenska församling | Samgång också av församlingarna när kommunerna slogs ihop |
| Ingerois församling                                    | 1999                                                                                 | Anjalankoski församling | |
| Jaala församling                                       | 2009                                                                                 | Kuusankoski församling | I Kouvola gick församlingarna samman men övriga församlingar förblev självständiga |
| Jalasjärvi församling                                  | 2016                                                                                 | Kurikka församling | Samgång också av församlingarna när kommunerna slogs ihop |
| Jakobstads församling                                  | 1963                                                                                 | Pietarsaaren suomalainen seurakunta och Jakobstads svenska församling | Församlingen delad på språklig grund |
| Jeppo församling                                       | 2013                                                                                 | Nykarleby församling | |
| Jockis bruksförsamling                                 | 1821                                                                                 | Jockis kapellförsamling | |
| Jockis församling                                      | 2025                                                                                 | Jokilääni församling | Humppila, Jockis och Ypäjä församlingar bildade en ny församling |
| Juankoski församling eller Strömsdals församling       | 2011                                                                                 | Insjö-Kuopio församling | Juankoski kommun fortsatte som självständig kommun till 2016 |
| Joutsa församling                                      | 2025                                                                                 | Jyväskylä församling | Joutsa församling anslöts till Jyväskylä |
| Jurva församling                                       | 2009                                                                                 | Kurika församling | Samgång också av församlingarna när kommunerna slogs ihop |
| Juupajoki församling                                   | 2015                                                                                 | Orivesi församling | Juupajoki kommun fortsatte som självständig kommun |
| Jyväskylä landsförsamling                              | 2009                                                                                 | Jyväskylä församling | Samgång också av församlingarna när kommunerna slogs ihop |
| Jyväskylä stadsförsamling                              | 2009                                                                                 | Jyväskylä församling | Samgång också av församlingarna när kommunerna slogs ihop |
| Jämijärvi församling                                   | 2019                                                                                 | Kankaanpää församling | Jämijärvi kommun fortsatte som självständig kommun |
| Jämsänkoski församling                                 | 2009                                                                                 | Jämsä församling | Samgång också av församlingarna när kommunerna slogs ihop |
| Jäppilä församling                                     | 2004                                                                                 | Pieksämäki landsförsamling | Samgång också av församlingarna när kommunerna slogs ihop |
| Kaarlelan suomalainen seurakunta                       | 1993                                                                                 | Kokkolan suomalainen seurakunta | |
| Kaavi församling                                       | 2011                                                                                 | Insjöi-Kuopio församling | Kaavi kommun fortsatte som självständig kommun |
| Karleby svenska församling                             | 2004                                                                                 | Gamlakarleby svenska församling | |
| Kakskerta församling                                   | 1959                                                                                 | Åbo Martins församling | Kakskerta kommun fortsatte som självständig kommun till 1967 |
| Kalands församling                                     | 2009                                                                                 | Nystads församling | |
| Kaleva församling                                      | 2014                                                                                 | Tammerfors domkyrkoförsamling | |
| Kalvola församling                                     | 2023                                                                                 | Tavastehus-Vånå församling | |
| Kangaslampi församling                                 | 2005                                                                                 | Varkaus församling | Samgång också av församlingarna när kommunerna slogs ihop |
| Kannonkoski församling                                 | 2007                                                                                 | Saarijärvi församling | Kannonkoski kommun fortsatte som självständig kommun |
| Karinais församling                                    | 2005                                                                                 | Pöytis församling | Samgång också av församlingarna när kommunerna slogs ihop |
| Karis svenska församling                               | 2015                                                                                 | Karis-Pojo svenska församling | |
| Karis församling                                       | 1997                                                                                 | Karjaan suomalainen församling och Karis svenska församling | Församlingsdelning på språklig grund |
| Karjaan suomalainen seurakunta                         | 2015                                                                                 | Raaseporin suomalainen seurakunta | Fanns i Karis |
| Karjala församling                                     | 1977                                                                                 | Virmo församling | Samgång också av församlingarna när kommunerna slogs ihop |
| Karislojo församling                                   | 2013                                                                                 | Lojo församling | Samgång också av församlingarna när kommunerna slogs ihop |
| Karkku församling                                      | 2004                                                                                 | Vammala församling | |
| Karttula församling                                    | 2011                                                                                 | Kuopio Kallavesi församling | Samgång också av församlingarna när kommunerna slogs ihop |
| Karuna församling                                      | 1969                                                                                 | Sagu församling | Samgång också av församlingarna när kommunerna slogs ihop, nytt namn Sagu-Karuna församling |
| Karstula församling                                    | 2022                                                                                 | Saarijärvi församling | |
| Karungi församling                                     | 2007                                                                                 | Torneå församling | |
| Karvia församling                                      | 2023                                                                                 | Kankaanpää församling | Karvia kommun fortsatte som självständig kommun |
| Kaustby församling                                     | 2006                                                                                 | Kaustby och Ullava församling | Kaustby kommun fortsatte som självständig kommun |
| Kauvatsa församling                                    | 2007                                                                                 | Kumo församling | |
| Keikyä församling                                      | 2009                                                                                 | Sastamala församling | Samgång också av församlingarna när kommunerna slogs ihop |
| Keitele församling                                     | 2022                                                                                 | Nilakka församling | |
| Kerimäki församling                                    | 2013                                                                                 | Nyslotts församling | Samgång också av församlingarna när kommunerna slogs ihop |
| Keski-Helsingin seurakunta                             | 1956                                                                                 | Vanhankirkon seurakunta, Lauttasaaren f seurakunta och Storkyrkans församling | Indelad i tre församlingar. |
| Kestilä församling                                     | 2006                                                                                 | Siikalatva församling | Församlingarna gick samman tre år före kommunerna. |
| Kesälahden församling                                  | 2013                                                                                 | Kiteen församling | Samgång också av församlingarna när kommunerna slogs ihop |
| Kiihtelysvaara församling                              | 2005                                                                                 | Vaara-Karelens församling | Samgång också av församlingarna när kommunerna slogs ihop |
| Kiikala församling                                     | 2009                                                                                 | Salo församling | Samgång också av församlingarna när kommunerna slogs ihop |
| Kiika församling                                       | 2009                                                                                 | Sastamala församling | Samgång också av församlingarna när kommunerna slogs ihop |
| Kiikois församling                                     | 2013                                                                                 | Sastamala församling | Samgång också av församlingarna när kommunerna slogs ihop |
| Kimito församling                                      | 2009                                                                                 | Kemiitoöns församling | ÄSamgång också av församlingarna när kommunerna slogs ihop |
| Kyrkslätts församling                                  | 1963                                                                                 | Kirkkonummen suomalainen församling och Kyrkslätts svenska församling | Församlingen delad på språklig grund |
| Kisko församling                                       | 2009                                                                                 | Salo församling | Samgång också av församlingarna när kommunerna slogs ihop |
| Kiukais församling                                     | 2009                                                                                 | Eura församling | Samgång också av församlingarna när kommunerna slogs ihop |
| Kivijärvi församling                                   | 2007                                                                                 | Saarijärvi församling | Kivijärvi kommun fortsatte som självständig kommun |
| Koijärvi församling                                    | 2007                                                                                 | Forssa församling | |
| Gamlakarleby stadsförsamling                           | 1927                                                                                 | Kokkolan suomalainen seurakunta och Kokkolan svenska församling | Församlingen delad på språklig grund |
| Kokkolan maaseurakunta                                 | 1966                                                                                 | Kaarlelan suomalainen seurakunta och Karelby svenska församling | Församlingen delad på språklig grund |
| Konginkangas församling                                | 2005                                                                                 | Äänekoski församling | |
| Konnevesi församling                                   | 2022                                                                                 | Laukas församling | Konnevesi kommun fortsatte som självständig kommun |
| Korpilahti församling                                  | 2009                                                                                 | Jyväskylä församling | Samgång också av församlingarna när kommunerna slogs ihop |
| Korpo församling                                       | 2009                                                                                 | Väståbolands svenska församling | Samgång också av församlingarna när kommunerna slogs ihop |
| Kortesjärvi församling                                 | 2009                                                                                 | Kauhava församling | ÄSamgång också av församlingarna när kommunerna slogs ihop |
| Koskis församling i Åbo län                            | 2019                                                                                 | Martinkoski församling | Kommunen fortsatte som självständig kommun |
| Koskenpää församling                                   | 2004                                                                                 | Jämsänkoski församling | |
| Kotka församling                                       | 2017                                                                                 | Kotka-Kymmene församling | |
| Kristina församling                                    | 2013                                                                                 | S:t Michels domkyrkoförsamling | Samgång också av församlingarna när kommunerna slogs ihop |
| Kristinestads svenska församling                       | 2006                                                                                 | Lappfjärds-Kristinestads församling | |
| Kristinestad-Tjöck församling                          | 1978                                                                                 | Kristiinankaupungin suomalainen seurakunta och Kristinestads svenska församling | Församlingen delades på språklig grund. Samtidigt blev Lappfjärds och Sideby församlingar enspråkigt svenska och de finskspråkiga blev medlemmar i Kristinestads finska församling.                  |
| Kuhmalax församling                                    | 2005                                                                                 | Kangasala församling | Kuhmalax kommun fortsatte som självständig kommun till 2010. |
| Kuhmois församling                                     | 2017                                                                                 | Hollola församling | Kuhmois kommun fortsatte som självständig kommun |
| Kuivaniemi församling                                  | 2007                                                                                 | Ijo församling | Samgång också av församlingarna när kommunerna slogs ihop |
| Kulla församling                                       | 2005                                                                                 | Ulfsby församling | Samgång också av församlingarna när kommunerna slogs ihop |
| Kulosaaren seurakunta                                  | 2011                                                                                 | Herttoniemen seurakunta | Församlingen fanns i Helsingfors |
| Kumlinge församling                                    | 2006                                                                                 | Ålands norra skärgårdsförsamling | Namnet ändrades 2010 till Brändö-Kumlinge församling |
| Kuopio landsförsamling                                 | 1969                                                                                 | Kallavesi församling | Namnet ändrades |
| Kuorevesi församling                                   | 2009                                                                                 | Jämsä församling | |
| Kuru församling                                        | 2009                                                                                 | Ylöjärvi församling | Samgång också av församlingarna när kommunerna slogs ihop |
| Kustö församling                                       | 1954                                                                                 | S:t Karins församling | |
| Kuusjoki församling                                    | 2009                                                                                 | Salo församling | Samgång också av församlingarna när kommunerna slogs ihop |
| Kylmäkoski församling                                  | 2007                                                                                 | Ackas församling | Kylmäkoski kommun fortsatte som självständig kommun till 2010 |
| Kymmene församling                                     | 2017                                                                                 | Kotka-Kymmene församling | |
| Kyyjärvi församling                                    | 2022                                                                                 | Saarijärvi församling | |
| Käpylän seurakunta                                     | 2011                                                                                 | Oulunkylän seurakunta | |
| Kärkkölä församling                                    | 2017                                                                                 | Hollola församling | Kärkölä kommun fortsatte som självständig kommun |
| Kökars församling                                      | 2006                                                                                 | Ålands södra skärgårdsförsamling | |
| Kjulo församling                                       | 2016                                                                                 | Säkylä-Kjulo församling | Samgång också av församlingarna när kommunerna slogs ihop |
| Langinkoski församling                                 | 2017                                                                                 | Kotka-Kymmene församling | |
| Lappi församling                                       | 2009                                                                                 | Rauma församling | Samgång också av församlingarna när kommunerna slogs ihop |
| Lappträsks församling                                  | 1950                                                                                 | Lapinjärvi suomalainen seurakunta och Lappträsks svenska församling | Församlingen delad på språklig grund |
| Lapinjärvi suomalainen seurakunta                      | 2019                                                                                 | Agricolan suomalainen seurakunta | Lappträsks kommun fortsatte som självständig kommun |
| Lappajärvi församling                                  | 2023                                                                                 | Alajärvi församling | Lappajärvi kommun fortsatte som självständig kommun |
| Lappträsks svenska församling                          | 2019                                                                                 | Agricola svenska församling | Lappträsks kommun fortsatte som självständig kommun |
| Lappfjärds församling                                  | 2006                                                                                 | Lappfjärds-Kristinestads församling | |
| Lappfjärd-Kristinestads församling                     | 2013                                                                                 | Kristiinankaupungin svenska församling | |
| Lavia församling                                       | 2021                                                                                 | Norrmarks församling | |
| Lehtimäki församling                                   | 2009                                                                                 | Alajärvi församling | Samgång också av församlingarna när kommunerna slogs ihop |
| Leivonmäki församling                                  | 2008                                                                                 | Joutsa församling | Samgång också av församlingarna när kommunerna slogs ihop |
| Lemi församling                                        | 2019                                                                                 | Taipale församling | Lemi kommun fortsatte som självständig kommun |
| Lemlands församling                                    | 1971[källa behövs]                                                                   | Lemland-Lumparlands församling | |
| Lemu-Askais församling                                 | 2009                                                                                 | Masku församling | Samgång också av församlingarna när kommunerna slogs ihop |
| Lestijärvi församling                                  | 2007                                                                                 | Toholampi församling | Lestijärvi kommun fortsatte som självständig kommun |
| Liljendals församling                                  | 2019                                                                                 | Agricolan suomalainen seurakunta och Agricola svenska församling | Församlingen delad på språklig grund |
| Loima stadsförsamling                                  | 2005                                                                                 | Loima församling | Samgång också av församlingarna när kommunerna slogs ihop |
| Lokalax församling                                     | 2009                                                                                 | Nystads församling | |
| Lovisa församling                                      | 1958                                                                                 | Loviisan suomalainen seurakunta och Lovisa svenska församling | Församlingen delad på språklig grund |
| Loviisan suomalainen seurakunta                        | 2019                                                                                 | Agricolan suomalainen seurakunta | Alla finska medlemmar överfördes till samma församling i Lovisa och Lappträsk kommuner |
| Lovisa svenska församling                              | 2019                                                                                 | Agricola svenska församling | |
| Luhanka församling                                     | 2006                                                                                 | Joutsa församling | Luhanka kommun fortsatte som självständig kommun |
| Lukas församling                                       | 2009                                                                                 | Petrus församling | Fanns i Helsingfors Samgång med Matteus församling |
| Lumparlands församling                                 | 1971Mall:Lähde                                                                       | Lemland-Lumparlands församling | |
| Luopiois församling                                    | 2007                                                                                 | Pälkäne församling | Samgång också av församlingarna när kommunerna slogs ihop |
| Luvia församling                                       | 2017                                                                                 | Eurajoki församling | Samgång också av församlingarna när kommunerna slogs ihop |
| Längelmäki församling                                  | 2007                                                                                 | Kuorevesi församling och Orivesi församling | Samgång också av församlingarna när kommunerna slogs ihop; Församlingen delades på dessa kommuner |
| Maaninka församling                                    | 2015                                                                                 | Kuopio Kallavesi församling | Samgång också av församlingarna när kommunerna slogs ihop |
| Mariefors bruksförsamling                              | 1869                                                                                 | Tusby församling | |
| Maxmo församling                                       | 2007                                                                                 | Vörå församling | Samgång också av församlingarna när kommunerna slogs ihop |
| Malms svenska församling                               | 1961                                                                                 | Markus församling och Matteus församling | Församlingsdelning. Dessuotm överfördes den tidigare tvåspråkiga Malms församlings svenska medlemmar till Markus församling. Brändö församlings svenska medlemmar överfördes till Matteus församling |
| Malmin suomalainen seurakunta                          | 1961                                                                                 | Malmin seurakunta, Pakilan seurakunta och Herttoniemen seurakunta | Delad i tre församlingar |
| Markus församling                                      | 2009                                                                                 | Petrus församling | Fanns i Helsingfors Samgång mellan Markus församling och Lukas församling. |
| Martinkoski församling                                 | 2023                                                                                 | Salo församling | |
| S:t Mårtens församling                                 | 2019                                                                                 | Martinkoski församling | S:t Mårtens kommun fortsatte som självständig kommun |
| Meilahden seurakunta                                   | 2019                                                                                 | Töölön seurakunta | |
| Mellilä församling                                     | 2009                                                                                 | Loimaa församling | ÄSamgång också av församlingarna när kommunerna slogs ihop |
| Merijärvi församling                                   | 2006                                                                                 | Ylivieska församling | Merijärvi kommun fortsatte som självständig kommun |
| Metsämaa församling                                    | 2000                                                                                 | Centrala-Loima församling | |
| Miehikkälä församling                                  | 2007                                                                                 | Vederlax församling | Miehikkälä kommun fortsatte som självständig kommun |
| Mietois församling                                     | 2007                                                                                 | Virmo församling | Samgång också av församlingarna när kommunerna slogs ihop |
| S:t Michels landsförsamling                            | 2013                                                                                 | S:t Michels domkyrkoförsamling | |
| Mouhijärvi församling                                  | 2009                                                                                 | Sastamala församling | Samgång också av församlingarna när kommunerna slogs ihop |
| Nedertorneå församling                                 | 2007                                                                                 | Torneå församling | |
| Nedervetils församling                                 | 2020                                                                                 | Kronoby församling | |
| Munkkivuoren seurakunta                                | 2011                                                                                 | Munkkiniemen seurakunta | |
| Muldia församling                                      | 2022                                                                                 | Keuru församling | |
| Munsala församling                                     | 2013                                                                                 | Nykarleby församling | |
| Muurla församling                                      | 2009                                                                                 | Salo församling | Samgång också av församlingarna när kommunerna slogs ihop |
| Muuruvesi församling                                   | 2003                                                                                 | Juankoski församling | Vid denna tid kunde Juankoski ännu kallas Strömsdal på svenska |
| Myllykoski församling                                  | 1999                                                                                 | Anjalankoski församling | |
| Mänttä församling                                      | 2009                                                                                 | Mänttä-Filpula församling | Samgång också av församlingarna när kommunerna slogs ihop |
| Nagu församling                                        | 2009                                                                                 | Väståbolands svenska församling | Samgång också av församlingarna när kommunerna slogs ihop |
| Nilsiä församling                                      | 2013                                                                                 | Insjö-Kuopio församling | Samgång också av församlingarna när kommunerna slogs ihop |
| Norra svenska församlingen                             | 2009                                                                                 | Johannes församling | Fanns i Helsingfors Samgång mellan Norra svenska och Södra svenska församlingarna. |
| Nuijamaa församling                                    | 2009                                                                                 | Lappee församling | |
| Nummi församling                                       | 2013                                                                                 | Lojo församling | Samgång också av församlingarna när kommunerna slogs ihop |
| Nurmo församling                                       | 2009                                                                                 | Seinäjoki församling | Samgång också av församlingarna när kommunerna slogs ihop |
| Nyby bruksförsamling                                   | 1803                                                                                 | jo församling | |
| Nystads landsförsamling                                | 1969                                                                                 | Nystads församling | Samgång också av församlingarna när kommunerna slogs ihop |
| Nyslott-Sääminge församling                            | 2013                                                                                 | Nyslotts församling | Samgång också av församlingarna när kommunerna slogs ihop |
| Oravais församling                                     | 2011                                                                                 | Vörå församling | Samgång också av församlingarna när kommunerna slogs ihop |
| Oripää församling                                      | 2017                                                                                 | Pöytis församling | Oripää kommun fortsatte som självständig kommun |
| Orismala bruksförsamling                               | 1869                                                                                 | Storkyro församling | |
| Padasjoki församling                                   | 2017                                                                                 | Hollola församling | Padasjoki kommun fortsatte som självständig kommun |
| Paraisten suomalainen seurakunta                       | 2009                                                                                 | Länsi-Turunmaan suomalainen seurakunta | Namnet ändrades då verksamhetsområdet utvidgades till hela kommunen. |
| Pattijoki församling                                   | 2007                                                                                 | Brahestads församling | |
| Pedersöre församling                                   | 2020                                                                                 | Ny Pedersöre församling | Esse, Pedersöre och Purmo församlingar bilda en ny församling |
| Pernå församling                                       | 2019                                                                                 | Agricolan suomalainen seurakunta och Agricola svenska församling | Församlingsdelning på språklig grund |
| Pertunmaa församling                                   | 2016                                                                                 | Mäntyharju församling | Pertunmaa kommun fortsatte som självständig kommun |
| Peräseinäjoki församling                               | 2005                                                                                 | Seinäjoki församling | Samgång också av församlingarna när kommunerna slogs ihop |
| Petalax församling                                     | 2023                                                                                 | Malax församling | |
| Petäjävesi församling                                  | 2025                                                                                 | Jyväskylä församling | Petäjävesi uppgick i Jyväskylä församling |
| Pieksämäki stadsförsamling                             | 2007                                                                                 | Pieksämäki församling | Samgång också av församlingarna när kommunerna slogs ihop |
| Pieksämäki landsförsamling                             | 2007                                                                                 | Pieksämäki församling | Samgång också av församlingarna när kommunerna slogs ihop |
| Pielavesi församling                                   | 2022                                                                                 | Nilakka församling | |
| Pihlajavesi församling                                 | 1995                                                                                 | Keuru församling | |
| Pihlava församling eller Svinhamns församling          | 2015                                                                                 | Havs-Björneborgs församling | |
| Piippola församling                                    | 2006                                                                                 | Siikalatva församling | Församlingarna gick samman tre år före kommunerna |
| Pojo svenska församling                                | 2015                                                                                 | Karis-Pojo svenska församling | |
| Pohjan suomalainen seurakunta                          | 2015                                                                                 | Raaseporin suomalainen seurakunta | |
| Pohjaslahti församling                                 | 1996                                                                                 | Filppula församling | |
| Pukkila församling                                     | 2025                                                                                 | Askola-Pukkila församling | Pukkila (på svenska tidigare Buckila) och Askola bildade ny gemensam församling |
| Påmarks församling                                     | 2019                                                                                 | Normakrs församling | Påmarks kommun fortsatte som självständig kommun |
| Björneborgs stads- och landsförsamling                 | 1961                                                                                 | Pihlava församling, Västra-Björneborgs församling och Centrala-Björneborgs församling | Församlingen delad i tre församlingar |
| Pulkkila församling                                    | 2006                                                                                 | Siikalatva församling | Församlingarna gick samman tre år för kommunerna |
| Punkaharju församling                                  | 2013                                                                                 | Nyslotts församling | Samgång också av församlingarna när kommunerna slogs ihop |
| Purmo församling                                       | 2020                                                                                 | Ny Pedersören församling | Esse, Pedersöre och Purmo församlingar bildade en ny församling |
| Pusula församling                                      | 2013                                                                                 | Lojo församling | Samgång också av församlingarna när kommunerna slogs ihop |
| Puumala församling                                     | 2023                                                                                 | S:t Michelsdomkyrkoförsamling | Puumala kommun fortsatte som självständig kommun |
| Pyhämaa församling                                     | 2009                                                                                 | Nystads församling | |
| Pyhäntä församling                                     | 2006                                                                                 | Siikalatva församling | Pyhäntä kommun fortsatte som självständig kommun |
| Pylkönmäki församling                                  | 2007                                                                                 | Saarijärvi församling | Församlingarna gick samman två år före kommunerna |
| Pyynikke församling                                    | 2014                                                                                 | Tammerfors domkyrkoförsamling | |
| Pörtoms församling                                     | 2014                                                                                 | Närpes församling | |
| Rantasalmi församling                                  | 2016                                                                                 | Nyslotts församling | Rantasalmi kommun fortsatte som självständig kommun |
| Rautio församling                                      | 2006                                                                                 | Kalajoki församling | |
| Rautjärvi församling                                   | 2019                                                                                 | Ruokolahti församling | Rautjärvi kommun fortsatte som självständig kommun |
| Renko församling                                       | 2011                                                                                 | Tavastehus-Vånå församling | |
| Reposaaren församling                                  | 2015                                                                                 | Meri-Porin församling | |
| Revonlax församling                                    | 1973                                                                                 | Paavola församling | Samgång också av församlingarna när kommunerna slogs ihop; år 1992 ändrades namnet till Ruukki församling                                                                                            |
| Riistavesi församling                                  | 2011                                                                                 | Insjö-Kuopio församling | |
| Ristijärvi församling                                  | 2021                                                                                 | Paltamo församling | |
| Ruukki församling                                      | 2006                                                                                 | Siikasalo församling | Ruukki kommun fortsatte som självständig kommun utterligare ett år |
| Rääkkylä församling                                    | 2017                                                                                 | Kides församling | Samgång av församlingarna vid en planerad sammanslagning av kommunerna, kommunerna slogs ihop som ändå inte förverkligades då Rääkkylä kommun fortsatte som självständig kommun                      |
| Saari församling                                       | 2005                                                                                 | Parikkala församling | Samgång också av församlingarna när kommunerna slogs ihop |
| Sahalax församling                                     | 2005                                                                                 | Kangasala församling | Samgång också av församlingarna när kommunerna slogs ihop |
| Saima kanals församling                                | 1857                                                                                 | ? | |
| Salois församling                                      | 2007                                                                                 | Brahestads församling | |
| Salo församling                                        | 1951                                                                                 | Salo-Uskela församling | Uskela fortsatte som egen kommun till vuoteen 1967 |
| Salo-Uskela församling                                 | 2009                                                                                 | Salo församling | Samgång också av församlingarna när kommunerna slogs ihop |
| Sammatti församling                                    | 2013                                                                                 | Lojo församling | |
| Sagu-Karuna församling                                 | 2019                                                                                 | Pemars församling | Sagu kommun fortsatte som självständig kommun |
| Savitaipale församling                                 | 2019                                                                                 | Taipale församling | Savitaipale kommun fortsatte som självständig kommun |
| Savonranta församling                                  | 2007                                                                                 | Kerimäki församling | Savonranta kommun fortsatte som självständig kommun till 2008 |
| Savukoski församling                                   | 1931                                                                                 | Pelkosenniemen församling | Savukoski kommun fortsatte som självständig kommun |
| Sideby församling                                      | 2006                                                                                 | Lappfjärd-Kristinestads församling | |
| Siikais församling                                     | 2023                                                                                 | Kankaanpää församling | Siikais kommun fortsatte som självständig kommun |
| Siikajoki församling                                   | 2007                                                                                 | Siikasalo församling | Samgång också av församlingarna när kommunerna slogs ihop |
| Siikasalo församling                                   | 2013                                                                                 | Brahestad församling | Samgång också av församlingarna när kommunerna slogs ihop |
| Simpele församling                                     | 1999                                                                                 | Rautjärvi församling | |
| Sibbo församling                                       | 1965                                                                                 | Sipoon suomalainen seurakunta och Sibbo svenska församling | Församlingsdelning på språklig grund |
| Sippola församling                                     | 1999                                                                                 | Anjalankoski församling | |
| Sjundeå församling                                     | 2000                                                                                 | Siuntion suomenkielinen seurakunta och Sjundeå svenska församling | Församlingsdelning på språklig grund |
| Själö kapelliförsamling                                | 1841                                                                                 | Nagu församling | |
| Skarpans församling                                    | 1854                                                                                 | De flesta medlemmarna spreds över landet. Några bosatte sig på olika håll på Åland | Skarpans församling verkade på Bomarsunds fästning |
| Snappertuna församling                                 | 2015                                                                                 | Ekenäsnejdens svenska församling och Raaseporin suomalainen seurakunta | Församlingssamgång och medlemmarna delades på språklig grund |
| Somerniemi församling                                  | 2007                                                                                 | Somero församling | |
| Sottunga församling                                    | 2006                                                                                 | Ålands södra skärgårdsförsamling | |
| Strömfors församling                                   | 2019                                                                                 | Agricolan suomalainen seurakunta och Agricola svenska församling | Församlingsmedlemmarna delade på språklig grund |
| Sukeva församling                                      | 2005                                                                                 | Sonkajärvi församling | |
| Sulkava församling                                     | 2023                                                                                 | Nyslotts församling | Sulkava kommun fortsatte som självständig kommun |
| Sumiais församling                                     | 2006                                                                                 | Suolahti församling | Församlingarna gick samman ett år före kommunerna |
| Sunds församling                                       | ?                                                                                    | Sund-Vårdö församling | |
| Sund-Vårdö församling                                  | 2022                                                                                 | Norra Ålands församling | |
| Suodenniemi församling                                 | 2007                                                                                 | Vammala församling | Samgång också av församlingarna när kommunerna slogs ihop |
| Suolahti församling                                    | 2007                                                                                 | Äänekoski församling | Samgång också av församlingarna när kommunerna slogs ihop |
| Suomenniemi församling                                 | 2013                                                                                 | S:t Michels domkyrkoförsamling | Samgång också av församlingarna när kommunerna slogs ihop |
| Suomusjärvi församling                                 | 2009                                                                                 | Salo församling | Samgång också av församlingarna när kommunerna slogs ihop |
| Suoniemi församling                                    | 1973                                                                                 | Nokia församling | Samgång också av församlingarna när kommunerna slogs ihop |
| Svartå bruksförsamling                                 | 1923                                                                                 | Karjaan församling | |
| [[Sveaborgs [fästnings]församling]] (finsk församling) | 1906                                                                                 | Helsingin eteläinen seurakunta | |
| Sysmä församling                                       | 2019                                                                                 | Tainionvirta församling | Sysmä kommun fortsatte som självständig kommun |
| Säkylän församling                                     | 2016                                                                                 | Säkylä-Köyliön församling | Samgång också av församlingarna när kommunerna slogs ihop |
| Säynäis församling                                     | 2003                                                                                 | Juankoski församling | |
| Säynätsalo församling                                  | 2005                                                                                 | Jyväskylä stadsförsamling | |
| Sääminge församling                                    | 1995                                                                                 | Nyslott-Sääminge församling | |
| Södra svenska församlingen                             | 2009                                                                                 | Johannes församling | Fanns i Helsingfors Samgång mellan Södra svenska- och Norra svenska församlingarna |
| Sörnäisten suomalainen seurakunta                      | 1941                                                                                 | Kallion seurakunta och Paavalin seurakunta | Församlingen delad i två församlingar, fanns i Helsingfors |
| Sörnäs svenska församling                              | 1981                                                                                 | Tomas församling | Fanns i Helsingfors Sammanläggning av Tomas församling och Sörnäs svenska församling, fanns i Helsingfors                                                                                            |
| Taipalsaari församling                                 | 2019                                                                                 | Taipale församling | Taipalsaari kommun fortsatte som självständig kommun |
| Taivallahden seurakunta                                | 2011                                                                                 | Töölön seurakunta | Fanns i Helsingfors |
| Tarvasjoki församling                                  | 2015                                                                                 | Lundo församling | Samgång också av församlingarna när kommunerna slogs ihop |
| Tavastehus församling                                  | 2003                                                                                 | Tavastehus-Vånå församling | |
| Teisko församling                                      | 2014                                                                                 | Messuby församling | |
| Terjärvs församling                                    | 2020                                                                                 | Kronoby församling | |
| Temmes församling                                      | 2001                                                                                 | Tyrnävä församling | Samgång också av församlingarna när kommunerna slogs ihop |
| Tenala församling                                      | 2015                                                                                 | Ekesnejdens svenska församling och Raaseporin suomalainen seurakunta | Medlemmarna delade på sprklig grund |
| Tervo församling                                       | 2020                                                                                 | Niinivesi församling | |
| Tomas församling                                       | 2009                                                                                 | Johannes församling | Fanns i Helsingfors Tomas församling sammanslogs med Södra svenska- och Norra svenska församlingarna                                                                                                 |
| Toivakka församling                                    | 2025                                                                                 | Jyväskylä församling | Toivakka uppgick i Jyväskylä församling |
| Tottijärvi församling                                  | 1976                                                                                 | Nokia församling | Samgång också av församlingarna när kommunerna slogs ihop |
| Tuulos församling                                      | 2019                                                                                 | Lammi församling | |
| Tuupovaara församling                                  | 2005                                                                                 | Vaara-Karelens församling | ÄSamgång också av församlingarna när kommunerna slogs ihop |
| Tuusniemi församling                                   | 2011                                                                                 | Insjö-Kuopio församling | Tuusniemi kommun fortsatte som självständig kommun |
| Tykö bruksförsamling                                   | 1869                                                                                 | Bjärnå församling | |
| Tyrväntö församling                                    | 1979                                                                                 | Hattula församling och Valkeakoski församling | Medlemmarna delades enligt respektive kommun |
| Tyrvis församling                                      | 2004                                                                                 | Vammala församling | |
| Töysä församling                                       | 2013                                                                                 | Alavus församling | Samgång också av församlingarna när kommunerna slogs ihop |
| Ullava församling                                      | 2006                                                                                 | Kaustby och Ullavan församling | Ullava kommun fortsatte som självständig kommun till år 2008 |
| Utajärvi församling                                    | 2025                                                                                 | Muhos församling Utajärvi uppgick i Muhos församling | |
| Uukuniemi församling                                   | 2005                                                                                 | Parikkala församling | Samgång också av församlingarna när kommunerna slogs ihop |
| Vahto församling                                       | 2009                                                                                 | Rusko församling | Samgång också av församlingarna när kommunerna slogs ihop |
| Valkeakoski församling                                 | 2007                                                                                 | Sääksmäki församling | Församlingen tog det gamla sockennamnet och inte den nya kommunens namn |
| Valtimo församling                                     | 2020                                                                                 | Nurmes församling | Samgång också av församlingarna när kommunerna slogs ihop |
| Vammala församling                                     | 2009                                                                                 | Sastamala församling | Namnet ändrades |
| Vampula församling                                     | 2009                                                                                 | Vittis församling | Samgång också av församlingarna när kommunerna slogs ihop |
| Vanhankirkon seurakunta                                | 1999                                                                                 | Helsingfors domkyrkoförsamling | Fanns i Helsingfors |
| Varpaisjärvi församling                                | 2025                                                                                 | Lapinlax-Varpaisjärvi församling | Lapinlax och Varpaisjärvi bildade en ny församling |
| Vartiokylän seurakunta                                 | 2023                                                                                 | Helsingin Mikaelin seurakunta | Fanns i Helsingfors |
| Vittisbofjärds församling                              | 2015                                                                                 | Havs-Björneborgs församling | |
| Veckelax församling                                    | 2004                                                                                 | Fredrikshamn-Veckelax församling | |
| Vehmalais kapellförsamling                             | 1860                                                                                 | Karjala församling | |
| Vehmersalmi församling                                 | 2011                                                                                 | Insjö-Kuopio församling | Samgång också av församlingarna när kommunerna slogs ihop |
| Velkua församling                                      | 2005                                                                                 | Nådendals församling | Velkua kommun fortsatte som självständig kommun till 2008 |
| Vesanto församling                                     | 2020                                                                                 | Niinivesi församling | |
| Vånå församling                                        | 2003                                                                                 | Tavastehus-Vånå församling | |
| Viekijärvi församling                                  | 1999                                                                                 | Pielisjärvi församling | Nytt namn Lieksa församling |
| Vihanti församling                                     | 2006                                                                                 | Siikasalo församling | Vihanti kommun fortsatte som självständig kommun till år 2012 |
| Viiala församling                                      | 2007                                                                                 | Akas församling | Samgång också av församlingarna när kommunerna slogs ihop |
| Viinijärvi församling                                  | 1995                                                                                 | Libelits församling | |
| Viinikka församling                                    | 2014                                                                                 | Tammerfors södra församling | |
| Viljakkala församling                                  | 2007                                                                                 | Ylöjärvi församling | Samgång också av församlingarna när kommunerna slogs ihop |
| Vindala församling                                     | 2023                                                                                 | Alajärvi församling | Vindala kommun fortsatte som självständig kommun |
| Vederlax församling                                    | 2011                                                                                 | Fredrikshamns församling | Miehikkälä och Vederlax fortsatte som egna kommuner |
| Virtasalmi församling                                  | 2004                                                                                 | Pieksämäki landsförsamling | Samgång också av församlingarna när kommunerna slogs ihop |
| Vuolijoki församling                                   | 2007                                                                                 | Kajana församling | Samgång också av församlingarna när kommunerna slogs ihop |
| Vårdö församling                                       | ?                                                                                    | Sund-Vårdö församling | |
| Värtsilä församling                                    | 2003                                                                                 | Tohmajärvi församling | Församlingarna gick samman två år före kommunerna |
| Västanfjärds församling                                | 2009                                                                                 | Kemitoöns församling | Samgång också av församlingarna när kommunerna slogs ihop |
| Ylihärmä församling                                    | 2009                                                                                 | Kauhava församling | Samgång också av församlingarna när kommunerna slogs ihop |
| Ylikiiminge församling                                 | 2007                                                                                 | Oulunjoki församling eller också Uleå församling, inte att förväxla med Uleåborg | Ylikiiminge kommun fortsatte som självständig kommun vielä vuoteen 2008 asti |
| Ylistaro församling                                    | 2009                                                                                 | Seinäjoki församling | Samgång också av församlingarna när kommunerna slogs ihop |
| Ylämaa församling                                      | 2009                                                                                 | Lappee församling | Ylämaa kommun fortsatte som självständig kommun ännu ett år |
| Yläne församling                                       | 2009                                                                                 | Pöytis församling | Samgång också av församlingarna när kommunerna slogs ihop |
| Ypäjä församling                                       | 2025                                                                                 | Jokilääni församling | Ypäjä och Jocksi bildade en ny församling |
| Åbo slotts församling                                  | 1852                                                                                 | Åbo domkyrkoförsamling | |
| Övermarks församling                                   | 2014                                                                                 | Närpes församling | |
| Övre-Ijo församling                                    | 2011                                                                                 | Oulujoki församling eller också Uleå församling, inte att förväxla med Uleåborg | Övre-Ijo kommun fortsatte som självständig kommun till 2012 |

## Församlingar i de till Sovjetunionen avträdda områdena
| Församling                           | Huomautuksia                                                                    |
| ------------------------------------ | ------------------------------------------------------------------------------- |
| S:t Andree församling                | Avslutades i Janakkala 1949                                                     |
| Harlun församling                    |                                                                                 |
| Heinjoki församling                  | Avslutades i Vichtis 1949                                                       |
| Hiitolan församling                  |                                                                                 |
| Ihantalan församling                 | Avslutades 1949                                                                 |
| Ilmeen kappeliförsamling             | Del av Rautjärvi                                                                |
| Imvilax församling                   | Avslutades i Vindala 1949                                                       |
| Jaakkima församling                  | Avslutades i Närpes 1949                                                        |
| Johannes församling                  |                                                                                 |
| Jääskis församling                   |                                                                                 |
| Kanneljärvi församling               | Avslutades i S:t Bertils 1949                                                   |
| Kaukola församling                   |                                                                                 |
| Kirvu församling                     |                                                                                 |
| Kivinebbs församling                 | Avslutades 1949                                                                 |
| Björkö församling (Karelen)          |                                                                                 |
| Kuolemanjärvi församling             |                                                                                 |
| Kurkijoki församling                 |                                                                                 |
| Kexholms stadsförsamling             |                                                                                 |
| Kexholms landsförsamling             |                                                                                 |
| Lövö församling                      |                                                                                 |
| Leppälahti församling                |                                                                                 |
| Lumivaara församling                 |                                                                                 |
| Metsäpirtti församling               |                                                                                 |
| Muolla församling                    | Avslutades 1949                                                                 |
| Petsamo församling                   | Avslutades i Kalajoki 1950                                                      |
| Pyhäjärvi församling                 | Avslutades i Korpilax 1949                                                      |
| Pälkjärvi församling                 | Avslutades 1948                                                                 |
| Rauttu församling                    | Avslutades i S:t Michels 1949                                                   |
| Ruskeala församling                  |                                                                                 |
| Räisälä församling                   |                                                                                 |
| Sakkolan församling                  |                                                                                 |
| Salmis församling                    |                                                                                 |
| Seitskärs församling                 |                                                                                 |
| Soanlax församling                   |                                                                                 |
| Sordavala stadsförsamling            |                                                                                 |
| Sortavalan landsförsamling           |                                                                                 |
| Suojärvi församling                  |                                                                                 |
| Hoglands församling                  |                                                                                 |
| Säkkijärvi församling                |                                                                                 |
| Terijoki församling                  |                                                                                 |
| Tyterskärs församling                |                                                                                 |
| Nykyrka församling                   |                                                                                 |
| Vahviala församling                  |                                                                                 |
| Valkjärvi församling                 |                                                                                 |
| Viborgs stads- och landsförsamlingar | Upphörde 1906 när domkyrko-, stds-lands- och den svenska församlingen bildades. |
| Viborgs landsförsamling              |                                                                                 |
| Viborgs svenska församling           |                                                                                 |
| Viborgs tyska församling             | Också känd som svensk-tyska församlingen. Avslutades 1950.                      |
| Viborgs domkyrkoförsamling           |                                                                                 |
| Vuoksela församling                  |                                                                                 |
| Vuoksenranta församling              |                                                                                 |
| Äyräpää församling                   |                                                                                 |